# Marshall, Arkansas
Marshall är administrativ huvudort i Searcy County i Arkansas. Orten har fått sitt namn efter John Marshall som var chefsdomare i USA:s högsta domstol. Fram till år 1867 hette orten Burrowsville. Marshall hade 1 355 invånare enligt 2010 års folkräkning.